# Montgomery County (Georgia)
Das Montgomery County ist ein County im Bundesstaat Georgia der Vereinigten Staaten. Der Verwaltungssitz (County Seat) ist Mount Vernon.

## Geographie
Das County liegt im mittleren Osten von Georgia und hat eine Fläche von 641 Quadratkilometern, wovon fünf Quadratkilometer Wasseroberfläche sind, und grenzt im Uhrzeigersinn an folgende Countys: Toombs County, Jeff Davis County, Wheeler County, Treutlen County und Emanuel County.

## Geschichte
Montgomery County wurde am 19. Dezember 1823 als 18. County von Georgia aus Teilen des Washington County gebildet. Benannt wurde es nach Richard Montgomery, einem General während des Revolutionskrieges, der bei der Schlacht um Québec tödlich verwundet wurde.
Aus Teilen dieses County wurden später folgende Countys gebildet: Wheeler County, Tattnall County, Toombs County, Emanuel County, Treutlen County und Dodge County.

## Demografische Daten
Laut der Volkszählung von 2010 verteilten sich die damaligen 9123 Einwohner auf 3287 bewohnte Haushalte, was einen Schnitt von 2,55 Personen pro Haushalt ergibt. Insgesamt bestehen 3921 Haushalte.
71,5 % der Haushalte waren Familienhaushalte (bestehend aus verheirateten Paaren mit oder ohne Nachkommen bzw. einem Elternteil mit Nachkomme) mit einer durchschnittlichen Größe von 3,05 Personen. In 34,7 % aller Haushalte lebten Kinder unter 18 Jahren sowie in 26,8 % aller Haushalte Personen mit mindestens 65 Jahren.
27,0 % der Bevölkerung waren jünger als 20 Jahre, 26,7 % waren 20 bis 39 Jahre alt, 27,3 % waren 40 bis 59 Jahre alt und 19,0 % waren mindestens 60 Jahre alt. Das mittlere Alter betrug 37 Jahre. 51,5 % der Bevölkerung waren männlich und 48,5 % weiblich.
69,0 % der Bevölkerung bezeichneten sich als Weiße, 26,2 % als Afroamerikaner, 0,1 % als Indianer und 0,3 % als Asian Americans. 3,3 % gaben die Angehörigkeit zu einer anderen Ethnie und 1,1 % zu mehreren Ethnien an. 5,3 % der Bevölkerung bestand aus Hispanics oder Latinos.
Das durchschnittliche Jahreseinkommen pro Haushalt lag bei 38.111 USD, dabei lebten 22,8 % der Bevölkerung unter der Armutsgrenze.

## Kultur und Sehenswürdigkeiten

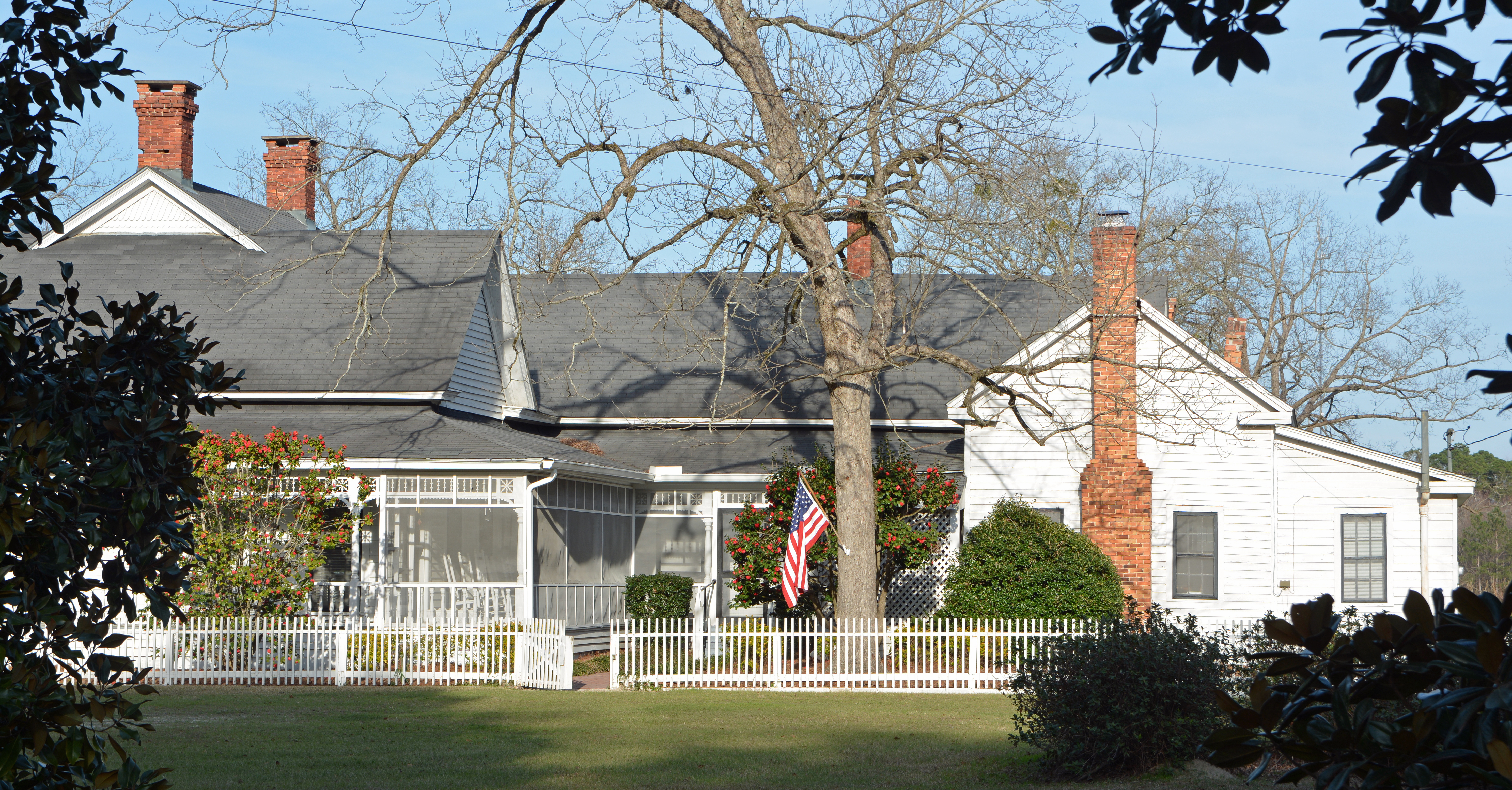
Willie T. McArthur Farm (2017). Das Farmhaus entstand 1893 und wurde sieben Jahre später im Queen-Anne-Stil ausgebaut. Die dazugehörige Farm ist 71 ha groß und weist weitere zur Schutzwürdigkeit beitragende Gebäude (Contributing Properties) auf, unter anderem eine Schule und mehrere Pächterhäuser. Im Juli 2012 wurde Willie T. McArthur Farm als Historic District und zweites Objekt des County in das NRHP eingetragen.

Zwei Bauwerke im Montgomery County sind im National Register of Historic Places („Nationales Verzeichnis historischer Orte“; NRHP) eingetragen (Stand 7. März 2024), neben dem Gerichts- und Verwaltungsgebäude des County ist dies die Willie T. McArthur Farm.

## Orte im Montgomery County
Orte im Montgomery County mit Einwohnerzahlen der Volkszählung von 2010:
Cities:
- Ailey – 432 Einwohner
- Mount Vernon (County Seat) – 2.451 Einwohner
- Uvalda – 598 Einwohner
- Vidalia – 10.473 Einwohner (der überwiegende Teil des Ortes befindet sich im benachbarten Toombs County)

Towns:
- Alston – 159 Einwohner
- Higgston – 323 Einwohner
- Tarrytown – 87 Einwohner